# Mitja Zastrow
Mitja Zastrow (Países Bajos, 7 de marzo de 1977) es un nadador neerlandés especializado en pruebas de estilo libre, donde consiguió ser campeón olímpico en 2004 en los 4 x 100 metros.

## Carrera deportiva
En los Juegos Olímpicos de Atenas 2004 ganó la medalla de plata en los relevos de 4 x 100 metros estilo libre, con un tiempo de 3:14.36 segundos que fue récord nacional, tras Sudáfrica y por delante de Estados Unidos (bronce).